# Le Club des miracles (film, 2023)
 (janvier 2024).
Si vous disposez d'ouvrages ou d'articles de référence ou si vous connaissez des sites web de qualité traitant du thème abordé ici, merci de compléter l'article en donnant les références utiles à sa vérifiabilité et en les liant à la section « Notes et références ».
Pour plus de détails, voir Fiche technique et Distribution.
Le Club des miracles est une comédie dramatique irlandaise et britannique réalisée par Thaddeus O'Sullivan, sortie en 2023.

## Synopsis
En 1967, en Irlande, trois femmes (deux femmes âgées, Lily et Eileen, ainsi qu’une femme plus jeune, Dolly) forment un groupe musical appelé les Miracles dans le cadre d’un spectacle de talents organisé par l’Église catholique, et gagnent des billets pour aller en pèlerinage à Lourdes. Elles souhaitent toutes trois s'y rendre pour diverses raisons : Lily veut aller à Lourdes car c'est le rêve de toute une vie, Eileen espère qu’un pèlerinage guérira une grosseur dans sa poitrine, tandis que Dolly croit que cela ferait parler son fils muet Daniel. Le mari de chaque femme s’oppose avec véhémence à leur voyage, mais les femmes partent quand même. À la dernière minute, elles sont rejointes par Chrissie, fille de leur amie Maureen récemment décédée, revenue pour assister aux funérailles de sa mère. Chrissie était partie il y a 40 ans vivre à Boston car sa grossesse avec le fils de Lily, Declan, aujourd’hui décédé, avait été ouvertement révélée par Eileen, ce qui lui avait valu d’être bannie par sa communauté. C'est pourquoi elle est d'abord réticente à se joindre au pèlerinage, mais change d’avis après avoir appris que sa mère lui avait laissé un billet pour Lourdes.

## Fiche technique
Sauf indication contraire, les informations mentionnées dans cette section peuvent être confirmées par les bases de données cinématographiques IMDb et Allociné,  présentes dans la section « Liens externes ».
- Titre original : The Miracle Club
- Réalisation : Thaddeus O'Sullivan
- Scénario : Jimmy Smallhorne, Joshua D. Maurer et Timothy Prager
- Musique : Edmund Butt
- Décors :
- Costumes : Judith Williams
- Photographie : John Conroy
- Son : Alex Outhwaite
- Montage : Alex Mackie
- Production : Larry Bastian, Chris Curling, Aaron Farrell, John Gleeson, Joshua D. Maurer, Oisin O'Neil et Alixandre Witlin
  - Production déléguée : Christelle Conan, Hugo Grumbar, Tim Haslam, Andrea Scarso, Peter Touche et Anna Vincent
- Sociétés de production : Zephyr Films et City Films
- Société de distribution : Saje Distribution
- Budget :
- Pays de production :  Irlande et  Royaume-Uni
- Langue originale : anglais
- Format :
- Genre : Comédie dramatique
- Durée : 91 minutes
- Dates de sortie :
  - États-Unis : 
    - 12 juin 2023 (New York)
    - 14 juillet 2023 (en salles)

  - Irlande : 11 juillet 2023 (Galway)
  - Canada : 14 juillet 2023
  - Royaume-Uni : 13 octobre 2023
  - Belgique : 15 novembre 2023
  - France : 24 janvier 2024

## Distribution
- Maggie Smith (VF : Mireille Delcroix) : Lily Fox
- Laura Linney (VFB : Fabienne Loriaux) : Chrissie Ahearn
- Kathy Bates (VFB : Myriam Thyrion) : Eileen Dunne
- Agnes O'Casey (en) (VFB : Séverine Cayron) : Dolly Hennessy
- Mark O'Halloran (en) (VFB : Franck Dacquin) : le père Dermot Blyne
- Stephen Rea (VFB : Benoît Van Dorslaer) : Frank Dunne, le mari d'Eileen
- Mark McKenna (VFB : Maxime Van Santfoort) : George Hennessy, le mari de Dolly
- Niall Buggy (en) (VFB : Michel Hinderyckx) : Tommy Fox, le mari de Lily
- Hazel Doupe (en) (VFB : Sophie Pyronnet) : Cathy Dunne
- Brenda Fricker (VFB : Nathalie Hons) : Maureen Ahearn (voix)

Version française dirigée par Alexandra Correa au studio C You Soon (Belgique), d'après une adaptation des dialogues de Laurence Crouzet.